# Marguerite Olagnier
Marguerite Olagnier (née Joly (1844 - París, 12 de septiembre de 1906) compositora, cantante y dramaturga francesa autora de la exótica ópera Le Saïs estrenada en diciembre de 1881 en el Théâtre de la Renaissance. Además escribió dos óperas más y canciones que nunca estrenó.

## Obras
Habanera de 1896:
| Original Charmeresse étrange, Ton parfum d'orange Embràse mes sens De désirs ardents. L'épée était vierge, Longue comme un cierge ... | Traducción Encantadísimo extraño, Tu perfume de naranja Abrasa mis sentidos Con deseos ardientes La espada era virgen, Larga como un cirio ... |

Olagnier mantenía correspondencia con el compositor Henri Maréchal.